# Ceriantheomorphe brasiliensis
Ceriantheomorphe brasiliensis är en korallart som beskrevs av Oscar Henrik Carlgren 1931. Ceriantheomorphe brasiliensis ingår i släktet Ceriantheomorphe och familjen Cerianthidae. Inga underarter finns listade i Catalogue of Life.